# Odelín Molina
Odelín Molina Hernández (Santa Clara, 3 de agosto de 1974) é um futebolista cubano que atua como goleiro.[carece de fontes?] Atualmente está sem clube.

## Carreira
Durante 22 anos, Molina defendeu um único clube: o Villa Clara,[carece de fontes?] onde iniciou a carreira profissional em 1993, aos 19 anos. Pelo Expreso del Centro, foi heptacampeão cubano. Após deixar o clube em 2015, ficou um ano longe dos gramados.
Em 2016, assinou com o Parham, clube de Antígua e Barbuda, reencontrando 3 ex-companheiros de Seleção Cubana: Jaime Colomé, Hensy Muñoz e Yoel Colomé. Aos 42 anos de idade, conquistou o Campeonato Antiguano (foi o oitavo título em nível de clubes), mas não renovou com os Piggots para a temporada 2017-18 e, desde então, encontra-se desempregado.

## Seleção Cubana
Pela Seleção Cubana, o goleiro é o segundo atleta com o maior número de partidas disputadas com a camisa dos Leões do Caribe (122 partidas entre 1996 e 2013), ficando atrás de Yénier Márquez, com 126 jogos.[carece de fontes?] Participou de 6 edições da Copa Ouro da CONCACAF, chegando até as quartas-de-final em 2003 e 2013.

## Títulos

### Por clubes
- Campeonato Cubano: 1 (2016-17)
- Campeonato Cubano: 7 (1996, 1997, 2002–03, 2004–05, 2010–11, 2011–12, 2013)

### Pela Seleção Cubana
- Copa do Caribe: 1 (2012)[2]